# Toni Costa – Kommissar auf Ibiza: Der rote Regen
Der rote Regen ist ein deutscher Kriminalfilm von Michael Kreindl aus dem Jahr 2011, der auf dem gleichnamigen Roman von Burkhard Driest basiert. Es handelt sich um den Pilotfilm zur ARD-Kriminalfilmreihe Toni Costa – Kommissar auf Ibiza mit Hardy Krüger junior in der Titelrolle. Die Erstausstrahlung erfolgte am 7. April 2011 zur Hauptsendezeit.

## Handlung
Der Film beginnt mit der Ankunft von Toni Costa auf dem Flughafen Ibiza, wo seine Freundin Karen Delgado ihn erwartet. Gleichzeitig sind bereits Polizeichef Santander und die Kollegin Elena Navarra vor Ort, um den neu ernannten Hauptkommissar sofort zu seinem ersten Fall zu führen.
Die Ermittlungen führen Costa und sein Team in die Wellness-Anlage „Vista Mar“, wo die wohlhabende deutsche Witwe Ingrid Scholl tot aufgefunden wird. Die Mittfünfzigerin war häufige Patientin des renommierten Schönheitschirurgen Dr. Schönbach und wird in ihrem Apartment mit blutverschmiertem Gesicht entdeckt.  Zunächst sieht alles nach einem Treppensturz aus, bei dem sich die Frau das Genick gebrochen hat. Neben der Leiche liegt jedoch eine Venus-Statue, die als potentielle Tatwaffe in Betracht kommt.
Die erste Befragung führt Costa und Elena Navarra zu Franziska Haitinger, einer Freundin des Opfers, die Ingrid tot in deren Apartment aufgefunden, aber nicht sofort die Polizei gerufen hatte. Der spätere Autopsie-Befund von Dr. Torres stellt eine erhöhte Dosis von Ingrids Herzmedikament in ihrem Blut fest, was den Verdacht eines Mordes bestätigt.
Bei den weiteren Ermittlungen decken Costa und Elena Navarra ein heimliches Liebesverhältnis zwischen dem jungen Freund der Toten, Benedict Grone, und Franziska Haitinger auf. Benedict Grone gerät somit als Witwentröster, der mit beiden Frauen ein Verhältnis hatte, in den Fokus der Ermittlungen. Der Fall scheint zunächst aufgeklärt, als dieser Zusammenhang entdeckt wird.
Die Situation kompliziert sich jedoch erneut, als auch Franziska tot in der Badewanne ihres Apartments in der „Vista Mar“-Anlage aufgefunden wird. Obwohl alles auf einen Selbstmord hindeutet, bleibt Costa skeptisch und drängt trotz der Einwände seines Chefs Santander auf eine Obduktion.
Die Ermittlungen führen Costa zu seinem verhassten Onkel „El Cubano“, der als einflussreicher Insel-Pate bekannt ist und für seine mafiösen Machenschaften berüchtigt ist. Beide toten Frauen wurden in seiner Apartment-Anlage „Vista Mar“ gefunden, und El Cubano besitzt Anteile an Dr. Schönbachs Klinik. Der Onkel will die Ermittlungen seines Neffen verhindern, da er eine Rufschädigung des Unternehmens befürchtet. Costa findet sich in einem Netz aus Intrigen und Bestechung verstrickt.
Trotz der Einschüchterungen durch seinen Onkel folgt Costa seiner Intuition und durchleuchtet die Vergangenheit des charismatischen Arztes Dr. Schönbach. Bei seinen hartnäckigen Nachforschungen stößt er schließlich auf ein wohlgehütetes Geheimnis, das den wahren Hintergrund der Morde ans Tageslicht bringt. Die Frauen mussten sterben, weil sie ein Druckmittel gegen Dr. Schönbach in der Hand hatten.
Die Aufdeckung dieses Geheimnisses führt dazu, dass plötzlich auch Costas Freundin Karen in akute Lebensgefahr gerät. Der Fall entwickelt sich zu einem der kompliziertesten in Costas Karriere, wobei er sich gegen die Widerstände seines mächtigen Onkels durchsetzen muss, um die Wahrheit aufzudecken und seine Freundin zu retten.

## Produktionsnotizen
Die Dreharbeiten für Der rote Regen erstreckten sich vom 9. September 2010 bis zum 7. Oktober 2010 und fanden auf den balearischen Inseln Mallorca und Ibiza statt.